# Pyrenopeziza fuscescens
Pyrenopeziza fuscescens är en svampart som först beskrevs av Rehm, och fick sitt nu gällande namn av Défago 1968. Pyrenopeziza fuscescens ingår i släktet Pyrenopeziza, ordningen disksvampar, klassen Leotiomycetes, divisionen sporsäcksvampar och riket svampar.   Inga underarter finns listade i Catalogue of Life.